# José de Vargas Ponce
José de Vargas Ponce (Cádiz, 10 de junio de 1760 - Madrid, 6 de febrero de 1821) fue un marino de guerra, político, poeta satírico y erudito ilustrado español.

## Biografía
Tras estudiar Matemáticas, Humanidades y Lenguas, se reveló como un diestro matemático, discípulo de Esteban Carratalá y Vicente Tofiño de San Miguel. 
El 4 de agosto de 1782 ingresó como guardiamarina, el mismo año en que le premió la Real Academia Española su Elogio de Alfonso el Sabio y el mismo año en que participó en el sitio de Gibraltar y luchó en el cabo de Espartel. Estos méritos le valieron ser ascendido a alférez de fragata. 
Ingresó en 1786 en la Real Academia de la Historia, para la que escribió las normas directrices del Diccionario Geográfico de España y trabajó en un Diccionario náutico que no llegó a aparecer. Publicó un Plan de educación para la nobleza en 1786. Trabajó en el observatorio de Cádiz y realizó en 1789 junto a Felipe Bauzá y el marino y matemático Vicente Tofiño el Atlas marítimo de España, donde se determinan posiciones astronómicas y aparecen por primera vez derroteros de las costas de España. En 1787 publicó su Descripción de las islas Pithiusas y Baleares. Ingresó en 1789 en la Academia de San Fernando. Publicó varios discursos en 1789 y 1790.
Entre 1792 y 1797 era teniente de navío y se carteaba con Jovellanos. Participó en la guerra contra la República Francesa, ocupación de Tolón y comisiones en Italia. Estuvo también destinado en Murcia y Levante, lo que aprovechó para realizar investigaciones arqueológicas que entregó luego al concejo de Cartagena. En 1797, Jovellanos lo nombró miembro de la Junta de Instrucción Pública que elaboró el Reglamento de la Escuela de Pajes. El 15 de abril de 1798 se le ordenó escribir la historia de la Marina española pero, desterrado de Madrid en 1799, trabajó en Cataluña y en la región vasconavarra investigando para ese cometido y otros de naturaleza más práctica. Concretamente en Guipúzcoa, su misión era la de suministrar al Gobierno de Godoy información procedente de los archivos municipales para probar la tesis de que en 1200 la Provincia fue lisa y llanamente conquistada, por lo que los fueros no serían más que privilegios concedidos por los reyes castellanos que se podían dar y quitar. En 1804 publicó su tragedia Abdalaziz y Egilona y fue elegido director de la Academia de la Historia. 
En 1805 es ya capitán de fragata. En 1807 publica Importancia de la historia de la marina española y las biografías de los marinos Pero Niño en 1807 y Juan José Navarro en 1808. Este último año publicó además La instrucción pública, único y seguro medio de la prosperidad del estado. Tradujo la Historia general de la marina de todos los pueblos de Jean-Baptiste Torchet de Boismêlé y colaboró con el régimen josefino desde la Junta de Instrucción Pública, para la cual redactó un importante Informe, fechado el 3 de octubre de 1810. 
Sólo tardíamente se incorporó al bando patriota y formó parte de la Comisión de Instrucción pública de las Cortes de Cádiz junto a Martín González de Navas, Eugenio de Tapia, Diego Clemencín, Ramón Gil de la Cuadra y Manuel José Quintana, firmando el Informe Quintana en septiembre de 1813. Fundó el Diario Militar en 1812 y en 1813 publicó en Madrid El peso-duro. Ese año ingresó en la Real Academia Española. 
Fue diputado liberal por Madrid en 1813. La reacción de 1814 le confinó en Sevilla, donde trabajó en el Archivo de Indias, y en Cádiz; en esta última ciudad publicó El Tontorontón y El Varapalo en 1818; aprovechó también para publicar un Estudio sobre la vida y obras de don Alonso de Ercilla, sin año; fue diputado otra vez en 1820 y en este año publicó varios dictámenes y Los ilustres haraganes, o Apología razonada de los mayorazgos.
Falleció en 1821. Dejó numerosas obras inéditas, muchas de las cuales se publicaron después, pero todavía queda bastante; muchos de sus papeles se encuentran en el Depósito Hidrográfico. Leopoldo Augusto de Cueto publicó bastante de su obra poética.
Hombre de gran curiosidad intelectual y capacidad de trabajo, intervino además en la redacción de nuevas ordenanzas para la Marina y en la reorganización de la Academia de la Historia. Trabajó junto a Melchor Gaspar de Jovellanos en temas educativos y frecuentó la amistad de algunos ilustrados como Juan Agustín Ceán Bermúdez, Villanueva, Nicolás de Azara (a quien visitó en 1800) y gente próxima a Goya; este hizo un retrato suyo en 1805, donde no aparecen las manos, por expreso deseo del retratado que no quería pagar el precio extra que suponían. Presidió la Academia de la Historia en tres ocasiones. Como poeta satírico, se le deben invectivas contra el matrimonio y poemas picantes, como Lo que es y lo que será, o, por ejemplo:
Joderá el género humano,
mientras haya pija y coño,
en primavera, en otoño,
en invierno y en verano.
Querer quitarlo es en vano
ni por fuerza ni consejo,
pues, si está cerca el pendejo
y la polla se endurece,
puede más Naturaleza
que no el Testamento Viejo.

## Obras
- Obras escogidas. Edición, introducción y notas de Fernando Durán López, Sevilla: Fundación José Manuel Lara (Clásicos Andaluces), 2012. Contiene:
  - Noticia de las tareas y comisiones del capitán de fragata don José de Vargas y Ponce
  - Carta a Cadalso
  - Vejamen a la tertulia de clérigos de Cádiz. Misión a la luna.
  - Elogio de don Alonso el Sabio
  - Oda en el gozo de oír la noticia del nacimiento de los dos Infantes
  - Discurso leído a la Sociedad Matritense de los Amigos del País, sobre la serie de sucesos que originaron estos establecimientos y las ventajas que proporcionan
  - Declamación contra los abusos introducidos en el castellano, presentada y no premiada en la Academia Española (fragmentos)
  - Respuesta a la censura de Abdalaziz y Egilona
  - Abdalaziz y Egilona. Tragedia
  - Proclama de un solterón a las que aspiren a su mano (1808)
  - Alocución a la Academia de la Historia al volver a su seno segunda vez diputado en Cortes por la provincia de Madrid
  - Los ilustres haraganes o apología razonada de los mayorazgos
  - Discurso contra los mayorazgos
- Elogio de Alfonso el Sabio, 1782.
- Descripciones de las islas Pithiusas y Baleares, 1787.
- Declamación sobre los abusos introducidos en el castellano, presentada y no premiada en la Academia Española, 1791.
- Proclama de un solterón, 1827, poema burlesco en octavas reales.
- Disertación sobre las corridas de toros, escrita en 1807 y publicada en Madrid, por la Real Academia de la Historia, en 1961.
- Descripción de Cartagena, Murcia, 1978
- Vida de Lucio Marineo Sículo
- Abdalaziz y Egilona, tragedia neoclásica.
- Los hijosdalgo de Asturias : tragedia (1801). -- Gijón, Ediciones Trea, 2018.